# Amata trifenestrata
Amata trifenestrata är en fjärilsart som beskrevs av Johannes Karl Max Röber 1891. Amata trifenestrata ingår i släktet Amata och familjen björnspinnare. Inga underarter finns listade i Catalogue of Life.